# Richard D'Oyly Carte

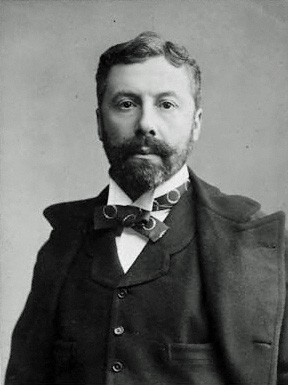
Richard D'Oyly Carte

Richard D'Oyly Carte (Londra, 3 maggio 1844 – Londra, 3 aprile 1901) è stato un impresario teatrale britannico, fu attivo a Londra nell'ultima metà del XIX secolo. Egli è essenzialmente conosciuto come produttore delle Savoy Opera di Gilbert e Sullivan, avendo fondato la D'Oyly Carte Opera Company e costruito il Savoy Theatre e il Savoy Hotel.

## Biografia
D'Oyly Carte nacque a Londra nel quartiere di Soho nel West end. Figlio maggiore di sei, di origini gallesi e normanna, D'Oyly Carte fu educato nella cultura di provenienza. Il padre Richard Carte, era un flautista e venditore di strumenti musicali, ed il giovane Carte crebbe con notevoli conoscenze musicali. La famiglia parlava francese due giorni a settimana. Egli frequentò l'Università di Londra ma contemporaneamente assunse un ruolo importante nell'attività paterna.
D'Oyly Carte si sposò due volte. La sua prima moglie fu Blanche Julia Prowse, la figlia di un costruttore di pianoforti. Essi si sposarono nel 1871 ed ebbero due figli, Lucas e Rupert. Blanche morì nel 1885. Tre anni dopo sposò, Helen Lenoir (nata Susan Couper Black), che era stata la sua segretaria dal 1877. Helen D'Oyly Carte fu subito coinvolta in tutti gli affari del marito e dimostrò comprensione per i dettagli, abilità organizzativa, acume e diplomazia tali da superare in abilità il marito. Nella loro abitazione di Londra fu installato il primo ascensore privato della città.
D'Oyly Carte morì il 3 aprile 1901. Egli è tumulato nel cimitero annesso alla chiesa di sant'Andrea di Fairlight nella Contea del Sussex.

### La sua carriera iniziale
Fra il 1868 e il 1877, D'Oyly Carte scrisse le musiche per diverse canzoni ed alcuni lavori strumentali oltre a quattro opere comiche: Doctor Ambrosias-His Secret, Marie, The Doctor in Spite of Himself e Happy Hampstead. La prima di queste venne rappresentata al St. George's Opera House nel 1868. Contemporaneamente cominciò a costituire un'agenzia per l'organizzazione di concerti e opere ed egli stesso fece l'attore. Nel 1870 chiese ad Arthur Sullivan di scrivere un'opera comica, ma questi declinò l'invito perché occupato in altri progetti.

### Fonda la sua compagnia d'opera
Nel 1875, diviene il direttore del Royalty Theatre sotto la supervisione di Madame Selina Dolaro. Il primo lavoro da lui prodotto fu La Périchole di Jacques Offenbach. Poiché l'opera era breve, egli commissionò a W. S. Gilbert e Arthur Sullivan di scrivere un atto comico per riempire la serata teatrale, che divenne Trial by Jury. L'opera fu un grande successo ed oscurò persino La Périchole che veniva rappresentata nella prima parte dello spettacolo.
D'Oyly Carte sperava che l'opera leggera inglese potesse soppiantare l'operetta francese che dominava i palcoscenici di Londra.
Sul successo di Trial costituì la Comedy Opera Company per produrre i futuri lavori di Gilbert e Sullivan, assieme a lavori di altri librettisti e compositori britannici. D'Oyly Carte prese in affitto l'Opera Comique, un piccolo teatro al di fuori dello Strand (la zona dei teatri di Londra). La prima opera prodotta dalla società fu The Sorcerer nel 1877 e l'agenzia di D'Oyly Carte fornì molti degli attori necessari alla rappresentazione. Il successo dell'opera mostrò a D'Oyly Carte che Gilbert e Sullivan sarebbero stati il futuro dell'opera comica inglese.
Esso fu seguito da H.M.S. Pinafore nel 1878. La nuova opera non ebbe un avvio entusiasmante ed i soci di Carte nella Comedy Opera Company decisero di uscire dalla società e bloccarono le rappresentazioni. D'Oyly Carte persuase gli autori che una società fra loro tre sarebbe stata utile nell'interesse di tutti. Egli approfittò della chiusura forzata dell'Opéra Comique per mantenere i diritti sulle opere  Pinafore  e The Sorcerer che altrimenti sarebbero tornati a Gilbert e Sullivan. I tre apportarono alla società un capitale di 1.000,00 sterlina|sterline ciascuno e costituirono la nuova società The D'Oyly Carte Opera Company che divenne l'unica società produttrice delle opere di Gilbert e Sullivan. Pinafore divenne un gran successo in Gran Bretagna e negli Stati Uniti e fu seguita da The Pirates of Penzance nel 1879 e Patience nel 1881.
Durante gli anni nei quali Gilbert e Sullivan continuavano a scrivere opere, D'Oyly Carte continuò a produrre opere di altri compositori per riempire il teatro negli intervalli fra un'opera e la successiva del duo. D'Oyly Carte inoltre introdusse la cessione dei diritti a compagnie di dilettanti che volevano rappresentare i lavori. Ciò faceva aumentare la popolarità delle opere a tutto vantaggio delle rappresentazioni da lui prodotte a Londra. Questo comportava anche la vendita degli spartiti e dei libretti incrementando i profitti della società.

### L'attività immobiliare
Con i guadagni delle opere di Gilbert e Sullivan e della sua agenzia teatrale (fra gli artisti rappresentati figuravano Adelina Patti, Oscar Wilde e Charles Gounod), D'Oyly Carte acquistò delle proprietà nella zona est dello Strand con prospetto sul lungo Tamigi, dove costruì il Savoy Theatre ed il lussuoso Savoy Hotel. Egli scelse il nome in funzione della storia di quel terreno: nel 1246, Enrico III d'Inghilterra donò quelle terre a Peter Count of Savoy, zio di sua moglie Eleonora di Provenza. Sulla proprietà venne realizzato il Savoy Palace, un grande ed elegante palazzo venne costruito sulla proprietà ed in esso furono inglobati il is Savoy Theatre ed il Savoy Hotel. Questo divenne ben presto un hotel di lusso molto frequentato dall'alta società e rappresentò per D'Oyly Carte la maggiore fonte di guadagno di tutti i suoi investimenti comprese le opere di Gilbert e Sullivan.
La prima rappresentazione fu il proseguimento delle rappresentazioni di Patience, trasferita nel nuovo teatro il 10 ottobre 1881. Allora il teatro Savoy aveva circa 1.300 posti a sedere e fu il primo edificio pubblico a Londra ad avere l'illuminazione elettrica. Per dimostrare al pubblico la sicurezza della nuova tecnologia, D'Oyly Carte, ad una delle prime rappresentazioni, salì sul palco e ruppe una lampada. La prima opera che debuttò al Savoy fu Iolanthe.

### Fine della società
Gilbert e Sullivan ebbero spesso delle relazioni tumultuose e D'Oyly Carte dovette intervenire spesso a smussare le divergenze fra i due. Egli fu abile a produrre altre cinque opere comiche, negli anni ottanta del XIX secolo, al di fuori della società con Gilbert e Sullivan. L'ambiente musicale inglese e gli amici attuarono delle pressioni su Sullivan per fargli abbandonare l'opera comica e Sullivan chiese di uscire dalla società in diverse occasioni.
Durante le recite dell'ultimo successo di Gilbert e Sullivan, The Gondoliers, i tre soci si scontarono sulla gestione della compagnia e sui rendiconto di spesa di D'Oyly Carte ed in particolare sul costo di una nuova moquette per la lobby del Savoy Theatre. La società ebbe dei momenti di tensione; Gilbert ruppe e Sullivan prese le parti di D'Oyly Carte. Questi fece costruire la Royal English Opera House a Cambridge Circus vicino al Covent Garden per rappresentare la nuova grand opera di Sullivan.
La prima produzione di D'Oyly Carte al nuovo teatro fu l'unica grande opera di Sullivan Ivanhoe che debuttò nel gennaio del 1891. L'opera fu un successo ed ebbe 155 rappresentazioni con cast diversi che consentivano una rappresentazione per ogni giorno della settimana. Quando nel mese di luglio l'opera terminò le rappresentazioni, D'Oyly Carte non aveva un'altra opera pronta e dovette chiudere il teatro.
Il teatro riaprì in novembre con l'opera André Messager La Basoche, in un primo momento alternata ad Ivanhoe e quindi da sola fino al gennaio 1892.
Non essendoci altre opere per sostituire queste ultime, l'avventura ebbe presto fine. Il direttore d'orchestra Sir Henry Wood, disse nella sua biografia: "se D'Oyly Carte avesse avuto un repertorio di sei opere invece di averne soltanto una, credo che si sarebbe potuta instaurare una tradizione dell'opera inglese. Prima della fine delle recite di Ivanhoe stavo già preparando Il vascello fantasma con Eugène Oudin nella parte del protagonista. Egli sarebbe stato perfetto ma i piani andarono all'aria e l'opera venne scartata. D'Oyly Carte vendette il teatro in perdita. Esso venne rinominato Palace Theatre ed è ancora oggi in attività.

### Gli ultimi anni
Dopo la lite del tappeto, con la fine delle rappresentazioni di The Gondoliers e con nessuna opera di Gilbert e Sullivan pronta, D'Oyly Carte si rivolse a George Dance, Frank Desprez e Edward Solomon per la loro nuova opera, The Nautch Girl, che tenne il cartellone per ben 200 rappresentazioni fra il 1891 e il 1892. D'Oyly Carte successivamente produsse The Vicar of Bray di Solomon e Sydney Grundy, che venne rappresentata durante l'estate finché l'opera di Grundy e Sullivan, Haddon Hall non fu pronta. Questa rimase in cartellone fino ad aprile 1893.
D'Oyly Carte e la moglie finirono con il convincere Gilbert e Sullivan a scrivere un'altra opera che fu Utopia, Limited. Fino a che essa non fu pronta venne rappresentata Jane Annie di J. M. Barrie e Arthur Conan Doyle, con musiche di Ernest Ford. Utopia debuttò nel 1893, ma questa fu la messa in scena più costosa e fu rappresentata, con grande disappunto, soltanto per 245 recite fino al giugno 1894. Il Savoy quindi rappresentò prima Mirette di Harry Greenbank e Fred E. Weatherly, con musiche di André Messager; quindi The Chieftain di Francis Burnand e Sullivan. Questa fu seguita da The Grand Duke, nel 1896, che tenne il cartellone per appena 123 recite e fu l'ultima opera di Gilbert e Sullivan.
Nell'ultimo decennio del XIX secolo, la salute di D'Oyly Carte andò declinando e sua moglie assunse gran parte delle responsabilità nella gestione della compagnia. Ella ottenne dei buoni risultati sia dalle rappresentazioni che dalla vendita dei diritti. Il Savoy produsse diversi spettacoli musicali per brevi cicli di rappresentazione compresa l'opera di Sullivan The Beauty Stone nel 1898. Nel 1899, Carte ottenne un nuovo successo con The Rose of Persia di Sullivan e Basil Hood. Né D'Oyly Carte né Sullivan vissero a sufficienza per vedere il successo di The Emerald Isle per cui Edward German completò le musiche.

## Principali lavori come compositore
- Dr. Ambrosius — His Secret (1868)
- Marie (1871)
- The Doctor in Spite of Himself (1871) (tratto da un lavoro di Molière)
- Happy Hampstead (1876)

Parlour song:
- "Stars of the Summer Night" Serenata con liriche di Henry Wadsworth Longfellow
- "Questions" Canzone con parole di Frank Desprez
- "Twilight" Canzone
- "Pourquoi?" Canzone dedicata a Selina Dolaro
- "The Maiden's Watch" Canzone con parole di Amy Thornton, composta per Adelaide Newton e da questa interpretata.
- "The Mountain Boy", cantata da Florence Lancia